# 稲垣定成
稲垣 定成（いながき さだなり、天明4年12月29日（1785年2月8日）- 天保14年5月3日（1843年5月31日））は、近江山上藩の第6代藩主。
第5代藩主稲垣定淳の長男。母は小出英常の娘。正室は秋月種徳の娘。子は稲垣太篤（長男）、稲垣成方（近藤政賢養子、離縁）。なお、成方の子は上杉義順（高家旗本上杉義為養子）。通称は熊次郎、藤五郎。官位は従五位下、備後守、長門守。
文化5年（1808年）12月11日、従五位下備後守に叙任する。後に長門守に改める。文政6年（1823年）9月5日、父定淳の隠居により、藩主となる。天保5年（1834年）10月10日、長男の太篤に家督を譲って隠居し、天保14年（1843年）に60歳で死去した。

## 系譜
父母
- 稲垣定淳（父）
- 小出英常の娘（母）

正室
- 秋月種徳の娘

子女
- 稲垣太篤（長男）生母は正室
- 稲垣成方[1]